# (91214) Diclemente
(91214) Diclemente es un asteroide perteneciente al cinturón de asteroides descubierto por Luciano Tesi y Andrea Boattini desde el Observatorio Astronómico de las Montañas de Pistoia, en San Marcello Pistoiese, Italia, el 23 de diciembre de 1998.

## Designación y nombre
Diclemente se designó inicialmente como 1998 YB10.
Posteriormente, en 2005 fue nombrado por Aldo Di Clemente (nacido en 1948), astrónomo aficionado, ha trabajado como técnico en la estación Campo Imperatore del Observatorio de Roma desde 1982. Su ayuda ha sido valiosa en la realización del sondeo de objetos cercanos a la Tierra.

## Características orbitales
Diclemente orbita a una distancia media de 2,181 ua del Sol, pudiendo alejarse hasta 2,335 ua y acercarse hasta 2,028 ua. Su inclinación orbital es 2,712 grados y la excentricidad 0,070. Emplea 1176,79 días en completar una órbita alrededor del Sol.

## Características físicas
La magnitud absoluta de Diclemente es 17,00.